# Lupiana
Lupiana é um município da Espanha na província de Guadalajara, comunidade autónoma de Castilla-La Mancha, de área 30,97 km² com população de 249 habitantes (2007) e densidade populacional de 7,33 hab/km².

## Demografia
| Variação demográfica do município entre 1991 e 2004 | Variação demográfica do município entre 1991 e 2004 | Variação demográfica do município entre 1991 e 2004 | Variação demográfica do município entre 1991 e 2004 |
| --------------------------------------------------- | --------------------------------------------------- | --------------------------------------------------- | --------------------------------------------------- |
| 1991                                                | 1996                                                | 2001                                                | 2004                                                |
| 258                                                 | 278                                                 | 244                                                 | 227                                                 |